# Възнесение Господне (Маловище)
Вижте пояснителната страница за други значения на Възнесение.
„Възнесение Господне/Христово“ или „Свети Спас“ (на македонска литературна норма: „Вознесение Господне/Христово“, „Свети Спас“) е високопланинска православна църква край битолското влашко село Маловище, Северна Македония. Църквата е под управлението на Преспанско-Пелагонийската епархия на Македонската православна църква – Охридска архиепископия.

## Местоположение
Църквата е разположена край село Маловища на 1910 метра надморска височина в планината Баба на територията на Националния парк „Пелистер“ в подножието на връх Вършекта (2010 m н. м.). Църквата е еднокорабна сграда с вход от юг и полукръгла апсида на изток. Камбанарията на скалата пред храма е един от най-фотографираните мотиви от Пелистер. До църквата има планинска хижа, често използвана от планинари.